# Polyrhachis euterpe
Polyrhachis euterpe é uma espécie de formiga do gênero Polyrhachis, pertencente à subfamília Formicinae.